# Elmar Schäfer
Elmar Schäfer (Bonn, 25 maggio 1913 – Bad Godesberg, 16 aprile 1983) è stato un militare e aviatore tedesco, asso della forza da bombardamento in picchiata della Luftwaffe durante la seconda guerra mondiale, decorato con la Croce di Cavaliere della Croce di Ferro, e con la Croce di Ferro di prima classe.

## Biografia
Nacque a Bonn il 26 maggio 1913.  Arruolatosi nella Wehrmacht, nel 1935 chiese, ed ottenne, di essere trasferito in servizio presso la Luftwaffe, e nel marzo 1939 risultava in servizio come leutnant presso il 2./StG 160. Dopo lo scoppio della seconda guerra mondiale, nel settembre 1939  prese parte alla campagna di Polonia, e successivamente all'operazione Weserübung, cioè l'invasione di Danimarca e Norvegia. In quest'ultima operazione si distinse particolarmente nel danneggiamento dello sloop HMS Bittern. L'8 maggio 1940, insieme ai piloti di Junkers Ju 87 Stuka hauptmann Paul-Werner Hozzel, leutnant Martin Möbus e unteroffizier Gerhard Grenzel, fu insignito della  Croce di Cavaliere della Croce di Ferro (Ritterkreuz des Eisernen Kreuzes).
Dopo l'inizio dell'operazione Barbarossa (22 giugno 1941) si distinse sul  fronte orientale, partecipando alle operazioni di supporto tattico a un Panzergruppe durante le fasi iniziali dei combattimenti intorno alla sacca di Demjansk. In seguito fu assegnato come istruttore ad una scuola di volo per bombardieri in picchiata (Stukaschule), e promosso hauptmann nel febbraio 1942. Conseguì l'abilitazione al pilotaggio del bombardiere Junkers Ju 88 entrando in servizio presso lo LG 1, ma nell'estate del 1943 ritornò ai reparti equipaggiati con gli Ju 87. Nel luglio 1944 fu nominato Kommandeur dello I./SG 101, e nei primi mesi del 1945 direttore di volo della Flugzeugführerschulen A/B 2 (FFS A 2). Rimasto gravemente ferito in un atterraggio di fortuna compiuto a bordo di un Messerschmitt Bf 109, fu ricoverato in ospedale dove ancora si trovava alla fine del conflitto. Si spense a Bad Godesberg, un sobborgo di Bonn, il 16 aprile 1983.

### Fonti
1. 1 2  Goss 2018, p. 14.
2. ↑  Traces of War.
3. 1 2 3 4 5 6  Goss 2018, p. 15.
4. ↑  Smith 1998, p. 66.
5. ↑  Scherzer 2007, p. 406.